# Teoría de la justicia
En filosofía política y filosofía del derecho, la teoría de la justicia es una teoría que pretende fijar criterios legítimos para definir en qué consiste la justicia y cómo se alcanza la igualdad entre los seres humanos. 

## Origen de las teorías de la justicia
En su libro Teoría general del Derecho (Debate, España, 1991, pp. 37-38), Norberto Bobbio afirma que: «El problema de la justicia da lugar a todas aquéllas investigaciones que tratan de precisar los valores supremos hacia los cuales tiende el derecho; en otras palabras, los fines sociales cuyo instrumento de realización más adecuado son los ordenamientos jurídicos, con su complejo de reglas y de instituciones. De aquí nace la filosofía del derecho como teoría de la justicia»[cita requerida]

## Teoría de la justicia de Rawls
Rawls funda su propia teoría en la decisión imaginaria de un individuo racional desde una posición de ignorancia acerca de las circunstancias actuales de él mismo en la colectividad, lo cual lo llevaría idealmente a elegir principios de igual trato. Rawls postula una posición original en la que los individuos se encuentran bajo un velo de ignorancia que les impide decidir de manera egoísta y discriminatoria del prójimo

## Teorías de la justicia
Teorías de la justicia iusnaturalistas, utilitaristas, liberales, marxistas, feministas, anticolonialistas y otras, difieren acerca de la manera de considerar en qué consiste una división justa y en qué circunstancias los individuos son iguales, poniendo énfasis, respectivamente, en el bien, la libertad, el derecho de propiedad, la igualdad material, la igualdad entre los géneros y la igualdad entre los pueblos (o la paz).
La justicia procedimental se refiere a la idea de justicia en los procesos para resolver disputas y asignación de recursos. Un aspecto de la justicia procedimental está relacionado con la administración de justicia y los procedimientos legales. Este significado de la justicia procedimental está vinculado al debido proceso (Estados Unidos), justicia fundamental (Canadá), equidad procedimental (Australia) y justicia natural (en otras jurisdicciones del Common Law), pero la idea de la justicia procedimental también puede aplicarse a contextos no-legales, en los cuales se emplee algún proceso para resolver conflictos o repartir beneficios o cargas.
Contemporáneamente han surgido teorías de la justicia de nivel meta-justicia, en el sentido de que intentan la armonización o convivencia de diferentes teorías de la justicia. Ejemplo de este tipo de enfoques es el de Gabriel Stilman en "Justicia de justicias: Una Teoría Práctica de la Justicia", donde se sostiene que "una sociedad justa es la que sintetiza democráticamente las concepciones personales de la justicia de sus miembros. A esa amalgama bajo el principio democrático podemos llamarla concepción general de la justicia, o justicia de justicias.".

## De la justicia a la teoría del reconocimiento
Desde finales del siglo XX en la filosofía política se ha producido un cambio de ideologías paradigma,  se ha reemplazando la categoría de justicia y la teoría de la justicia por el reconocimiento o teoría del reconocimiento, desarrollada específicamente por Axel Honneth y que había sido tratado por Hegel en su libro "Fenomenología del espíritu". La denominada teoría del reconocimiento es una teoría intersubjetiva (habermasiana) donde el otro tiene una función esencial para el sujeto que remite a los principios de igualdad y moralidad.